# Lage Andersson
Lage Viktor Sigurd Andersson, född 31 maj 1920 i Näsby, Ås församling, död 14 oktober 1999 i Farsta, var en svensk tyngdlyftare. Han tävlade för Stockholms AK.
Andersson tävlade för Sverige vid olympiska sommarspelen 1952 i Helsingfors, där han slutade på 9:e plats i tungvikt.
Han blev svensk mästare fyra gånger: +82,5-kilosklassen 1949, 1950 och 1951 samt +90-kilosklassen 1958.
Lage Andersson är begravd på Skogskyrkogården i Stockholm.